# Wincenty Urban
Wincenty Urban (13. února 1911 – 13. prosince 1983) byl polský římskokatolický biskup, profesor dějin církve, patrologie a dějin umění, archivář, pomocný biskup hnězdenský (1960–1967) a vratislavský kapitulní vikář (1967–1983).

## Život
Po kněžském svěcení, které přijal dne 28. června 1936 z rukou Bolesława Twardowského ve Lvově se věnoval katechetické, pastorační a akademické činnosti. V letech 1940–1945 byl farářem v ukrajinské obci Biłka Szlachecka a po vystěhování Poláků z východních kresů odešel do Opolska. V roce 1953 dokončil svá studia na Jagellonské univerzitě a získal titul habilitovaný doktor Po studiích stál v čele archivu, arcidiecézního muzea a kapitulní knihovny ve Vratislavi.
Titulárním biskupem Abitinæ a pomocným hnězdenským biskupem byl jmenován 21. října 1959. Biskupské svěcení přijal z rukou kardinála Stefana Wyszyńského 7. února 1960. Mezi lety 1974 a 1976 působil jako kapitulní vikář vratislavské arcidiecéze. Působil jako profesor na teologické fakultě Vratislavské univerzity a na Univerzitě kardinála Stefana Wyszyńského ve Varšavě.
Biskup Wincenty Urban zemřel 13. prosince 1983 a jeho ostatky jsou uloženy v kryptě katedrále svatého Jana Křtitele ve Vratislavi.